# サヴィニー＝シュル＝オルジュ
サヴィニー＝シュル＝オルジュ （Savigny-sur-Orge）は、フランス、イル＝ド＝フランス地域圏、エソンヌ県のコミューン。フランス語での発音はサヴィニーシュロルジュとなる。

## 歴史

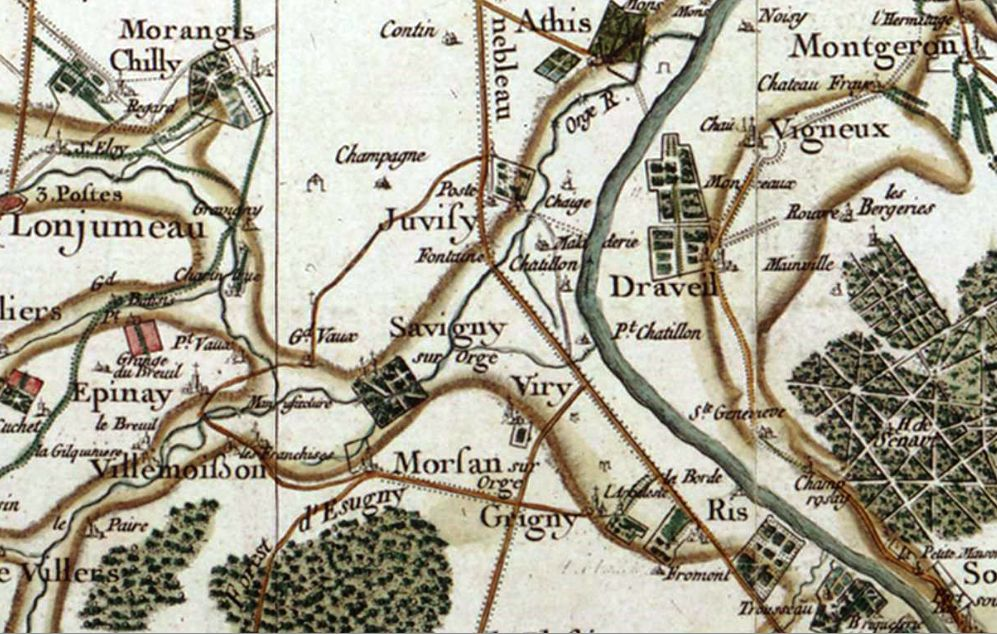
17世紀のカッシーニ地図に描かれたサヴィニー

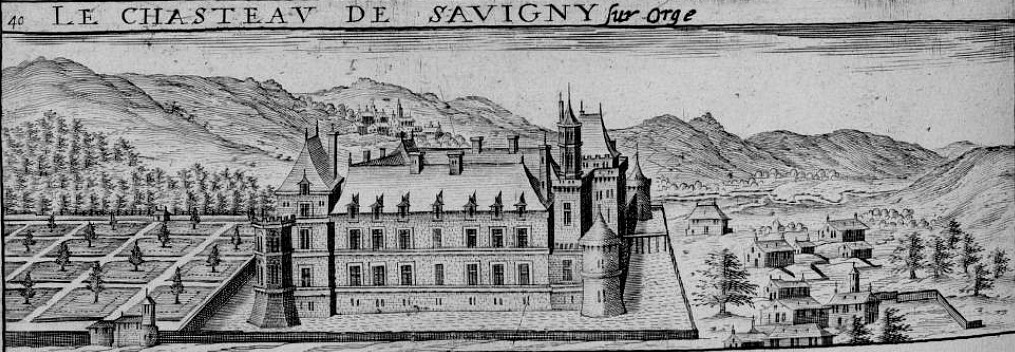
17世紀に描かれたサヴィニー城

サヴィニーとは、ガロ＝ローマ時代に一帯の地主であったサビヌス（Sabinus）というサビニ系の人物に由来する。これが後Savinusとなり、現在のつづりへと変化した。
切り出された火打石、研磨された石、青銅や陶器から、新石器時代からケルト人の時代までに人が定住していたことを物語る。ガロ＝ローマ時代には、名前の由来で推測できるように土地の所有者がいた。
長い間、サヴィニーは荘園領主の城の外にある小さな村であった。ワイン用ブドウを栽培する広大な農地、丘陵には果樹園、オルジュ川沿いの谷には草地が広がっていた。11世紀、初めて領主第一の礼拝堂が建てられた。12世紀、ロンポン修道院の修道士たちによってサン・マルタン教会が建てられた。
百年戦争中には一帯の他村同様、略奪され後に再建された。1475年、シャルル8世の寝室係エティエンヌ・ド・ヴェスクがサヴィニー荘園を獲得した。彼は自分の領土をシャンパーニュの農地やヴィリーの森までに広げた。1587年、4つの鐘がサン・マルタン教会に設置された。リュック伯爵シャルル＝フランソワは荘園を相続して、1740年にサヴィニーの城で死んだ。
1801年、ポーリーヌ・ド・ボーモンは、フランソワ＝ルネ・ド・シャトーブリアンとの逢引のためにサヴィニーに短期滞在用の借家を借りた。1802年、ルイ＝ニコラ・ダヴーはサヴィニー城を買いあげた。1854年、シャンパーニュの地主シャルル・プティは、テンサイの蒸留実験用の工場をサヴィニーに建てた。1855年、のちにサヴィニー市長となるルイ・デュヴァルが、造花の工場を建てた。1869年、亡命してきたスペイン女王イサベル2世が、サヴィニー城へ移り住んだ。
19世紀終わり、グランド・サンチュールがサヴィニーに延長し、1888年には駅舎がつくられた。1916年、シャンパーニュ荘園が売られ、翌1917年にレーモン・ポワンカレによってその土地に戦傷者のリハビリテーション施設が設置された。同じ年、軍事病院が城内に設置された。
第一次世界大戦後、地域首府への資本流入と、社会的な住宅政策がコミューンの表情を変えてしまった。1923年から1935年、コミューンの中心部から北や東の果樹園や農地が、初めはパリ住民のリゾート地、そして新たな企業者や労働者のための住宅に替えられた。並行して公共施設の建設が進められ、新たな地区が1928年から1930年にかけつくられた。サヴィニー住民のほぼ70%が高台で暮らすようになった。第二次世界大戦中、レジスタンス活動に身を投じていたジョルジェットとフランシスのルモワッサヌ兄弟は、迫害を受けた人々を助け、戦後諸国民の中の正義の人として讃えられた。
1945年から1972年まで、シャンパーニュの農地はフランス司法省所有となり、少年犯罪者更生施設が置かれていた。1947年から1974年まで続いた高度成長期、サヴィニーには新たな人口流入が始まり、大規模な集合住宅群が建てられた。
2005年パリ郊外暴動事件の間、サヴィニー＝シュル＝オルジュは未成年者の夜間外出禁止令が出された最初の都市となった。

## 政治
かつてパリ郊外のサンテュール・ルージュ（fr、共産党市長のいるコミューンの総称）に属したサヴィニーは、世論調査によれば現在は相対的に右派傾向である。2002年フランス大統領選挙では、ジャック・シラクが投票数約84%を獲得し、2007年フランス大統領選挙ではニコラ・サルコジが約53%、セゴレーヌ・ロワイヤルが約46%であった。

## 交通
- 空港 - オルリー空港。コミューンの北わずか5kmほどである。
- 道路 - A6、N7
- 鉄道 - RER C線サヴィニー＝シュル＝オルジュ駅。